# Жан Люсьяно
Жан Люсьяно (фр. Jean Luciano, 2 січня 1921, Ніцца — 7 липня 1997, Ніцца) — французький футболіст, що грав на позиції півзахисника, зокрема за клуб «Ніцца», а також національну збірну Франції. По завершенні ігрової кар'єри — тренер.

## Клубна кар'єра
У дорослому футболі дебютував 1937 року виступами за команду «Ніцца».
У повоєнний час відновив виступи на футбольному полі, граючи за «Стад Франсе», «Рубе-Туркуен» та ту ж «Ніццу».
У 1950—1953 роках виступав в Іспанії за команди «Реал Мадрид» та «Лас-Пальмас». Повернувшись до Франції, у 1953–1955 роках захищав кольори «Екса», після чого повернувся до рідної «Ніцци», у складі якої у першому сезоні став  чемпіоном Франції, а ще за рік завершив ігрову кар'єру.

## Виступи за збірну
1949 року дебютував в офіційних матчах у складі національної збірної Франції.
Загалом протягом дворічної кар'єри у національній команді провів у її формі 4 матчі, забивши 1 гол.

## Кар'єра тренера
Розпочав тренерську кар'єру невдовзі по завершенні кар'єри гравця, 1958 року, очоливши тренерський штаб рідної «Ніцци».
1962 року був запрошений до Швейцарії, де протягом двох сезонів тренував «Лозанну», а згодом у 1964–1966 роках працював у Портгалії зі «Спортінгом» (Лісабон) та «Віторією» (Гімарайнш). 1967 року повернувся на батьківщину, де очолив «Тулон».
Протягом 1970-х був головним тренером «Монако», знову «Тулона», а також «Газелека».
Помер 7 липня 1997 року на 77-му році життя у Ніцці.
| Дата       | Місто     | Господарі | Результат | Гості          | Турнір            | Голи | Примітки |
| ---------- | --------- | --------- | --------- | -------------- | ----------------- | ---- | -------- |
| 30-10-1949 | Коломб    | Франція   | 1 – 5     | Югославія      | Відбір до ЧС 1950 | -    |          |
| 13-11-1949 | Коломб    | Франція   | 1 – 0     | Чехословаччина | товариський матч  | -    |          |
| 11-12-1949 | Флоренція | Франція   | 2 – 3     | Югославія      | Відбір до ЧС 1950 | 1    |          |
| 4-6-1950   | Брюссель  | Бельгія   | 4 – 1     | Франція        | товариський матч  | -    |          |
| Усього     |           | Матчів    | 4         |                | Голів             | 1    |          |

## Титули і досягнення
- Чемпіон Франції (1):

«Ніцца»: 1955-1956